# Player (雑誌)
『Player』（プレイヤー、Young Mates Music、Y.M.M. Player）は日本の株式会社プレイヤー・コーポレーションが発行する、ギターを中心とするポピュラー・ミュージックの楽器奏者向けの雑誌である。
1968年に創刊され、2023年6月30日の発売号で休刊した。

## 沿革
オフィシャルWEBサイトより参照
- 1968年 - 『Young Mates Music』として創刊。タブロイド判ニュース・ペーパーの形態。楽器店のみの流通。総頁8ページ。定価20円。
- 1973年 - 雑誌形式のA4判サイズに。総頁36ページ、定価90円。
- 1975年 - 『Young Mates Music Player』と改名。総頁36ページ、定価100円。
- 1979年 - 7月号より平綴じに体裁が変更、この頃よりロック中心の内容となる。総頁228ページ。以降月刊誌として安定的に刊行。
- 1990年代よりは楽器販売広告の増大から総ページ数・厚さが増大、2001年1月号では406ページとピークを迎え、一時は「音楽雑誌業界の週刊住宅情報」などと半ば揶揄された。比較すると2015年時点では200ページ前後と減っている。
- 2022年に季刊化され、2023年6月30日発行の「Summer号」を最後に休刊[1]。

## 関連ムック

### The Guitar
本誌アーティスト使用ギターの紹介コーナーのダイジェスト版ムック。洋楽中心、エレクトリック・ギター及びベースを主とする。1979年より続く長寿ムック。
- Vol.1 1979年
- Vol.2 1980年
- Vol.3 1984年
- Vol.4 1989年
- Vol.5 1991年
  - レオ・フェンダー・インタヴュー
- Vol.6 1993年
  - フィーチャリング・アンプラグド
- Vol.7 1994年
  - ジミ・ヘンドリックス・トリビュート
  - ジム・マーシャル・インタヴュー
- Vol.8 1999年
  - エリック・クラプトン・メモリアル・ギター・ファイル
- Vol.9 2001年
- Vol.10 2007年
- Vol.11 2010年

### アーティスト・ブック
- 『ザ・ベック・ブック』1978年
- 『ラウドネス』1984年
- 『高見沢ギター・コレクション300』2002年
- 『ヘヴィ・メタル・フェイス』Anchang著、2004年
- 『tetsu's gear closet』2005年

### その他
- 『楽器の本』1976年
- 『ウィ・ラヴ・フェンダー・ギターズ』1982年
- 『Player Magazine 15周年記念スペシャル』1983年
- 『楽器スクランブル』1983年
- 『ヒストリー・オブ・エレクトリック・ギターズ』1985年、岩撫安彦他著
- 『ギター＆ベース・サウンド・ブック』1987年
- 『レア・ギター・ミュージアム』1992年